# Myliobatis peruvianus
Myliobatis peruvianus är en rockeart som beskrevs av Garman 1913. Myliobatis peruvianus ingår i släktet Myliobatis och familjen örnrockor. IUCN kategoriserar arten globalt som otillräckligt studerad. Inga underarter finns listade i Catalogue of Life.